# سيف السلمي
سيف عنيت السلمي (ولد في 1 ديسمبر 1999 ) لاعب كرة قدم سعودي و يلعب كحارس مرمى مع نادي القيصومة.

## مسيرة اللاعب
لعب في نادي الشعلة ونادي السد ونادي القيصومة.